# RPG-40
RPG-40 je sovjetska protutenkovska ručna bomba koja je razvijena 1940. godine a koristila se tijekom 2. svjetskog rata. Sa 795 grama eksploziva koliko je pohranjeno u tijelu bombe, RPG-40 može probiti oko 20 mm čeličnog oklopa. U kontaktu s debljim oklopom, bomba može uzrokovati njegovo ljuštenje. Njezin domet bio je ograničen na 22 metra zbog čega su se vojnici morali izlagati neprijateljskoj vatri kako bi bombom pogodili tenk.
Prvi puta je upotrijebljena u Operaciji Barbarossa te se pokazala učinkovitom protiv prvotnih njemačkih tenkova kao što su Panzer I, II i III. Međutim, isti efekt nije pokazala protiv kasnijih modela kao što su Panzer IV i Panther. Zbog njih je 1943. godine izumljen RPG-43.

## Korisnici
- SSSR[3]
- Albanija[3]
- Bugarska[3]
- Čehoslovačka[3]
- Njemačka Demokratska Republika[3]
- Mađarska[3]
- Poljska[3]
- Rumunjska[3]